# Conducteur (télévision)
 (août 2022).
Si vous disposez d'ouvrages ou d'articles de référence ou si vous connaissez des sites web de qualité traitant du thème abordé ici, merci de compléter l'article en donnant les références utiles à sa vérifiabilité et en les liant à la section « Notes et références ».
Pour les articles homonymes, voir Conducteur.
Un conducteur, en télévision, est un document qui décrit techniquement le déroulement de l'émission à réaliser, qu’elle soit en direct ou enregistrée. Il est à la télévision ce qu’est le scénario au cinéma. Dans le cas du conducteur d'antenne, il décrit le déroulement de la diffusion et l'enchaînement des émissions d’une chaîne tout au long de la journée.

## Rédaction du conducteur
Le responsable du contenu de l'émission (rédacteur en chef, chef d'édition ou directeur artistique) pré-écrit le conducteur. Celui-ci (appelé pré-conducteur, déroulé ou « séquencier ») est ensuite mis en forme par la scripte, dans un format plus technique.
Le conducteur d'antenne est établi et complété par le chargé de conduite d’antenne sous l'autorité du responsable ou du directeur d'antenne.

## Contenu
Le conducteur est un tableau où chaque ligne représente une séquence (l’équivalent d’une scène au théâtre).
Les colonnes stipulent :
- la numérotation desdites séquences ;
- l’origine (plateau, magnétoscope, duplex…) ;
- le lieu (précisément) ;
- l’horaire de début ;
- le descriptif de l'action ;
- la durée ;
- la source sonore (plateau, magnétoscope, présonorisation…).

Une colonne reste vierge pour les notes personnelles de chaque technicien.

## Exemple (simplifié)
| Seq. | Origine | Lieu      | Horaire  | Description                                                   | Durée    | Son | _____Notes_____ |
| ---- | ------- | --------- | -------- | ------------------------------------------------------------- | -------- | --- | --------------- |
| 1    | MAG     |           | 20:50:00 | GENERIQUE DEBUT                                               | 00:01:10 | VTR |                 |
| 2    | PLT     | Salon     | 20:51:10 | ARRIVEE MD. "Bonjour…", lance SOMMAIRE                        | 00:04:30 | PLT |                 |
| 3    | MAG     |           | 20:55:40 | SOMMAIRE EN IMAGES                                            | 00:00:53 | VTR |                 |
| 4    | PLT     | Petit bar | 20:56:33 | MD accueille JOHNNY BEAUMINET. Talk.                          | 00:02:00 | PLT |                 |
| 5    | PLT     | Scène     | 20:58:33 | VARIETE J. BEAUMINET "Que je t'hais"                          | 00:03:34 | PBC |                 |
| 6    | PLT     | Salon     | 21:02:07 | MD désannonce J. BEAUMINET. Lance EXT.                        | 00:01:30 | PLT |                 |
| 7    | EXT     | Concorde  | 21:03:37 | PLACE DE LA CONCORDE. Talk MD et animateur ext. ITW passants. | 00:01:45 | EXT |                 |
| etc. |         |           |          |                                                               |          |     |                 |

Abréviations :
- EXT : extérieur (duplex)
- ITW : interview
- MAG, VTR : magnétoscope
- MD : initiales du présentateur
- PBC : playback complet
- PLT : plateau

Logiciel généralement utilisé pour l'écriture : un tableur (par exemple Microsoft Excel), ou un logiciel spécialisé (Gilda conducteur/France2, Lisa/France3, Autosoft).

## Lecture

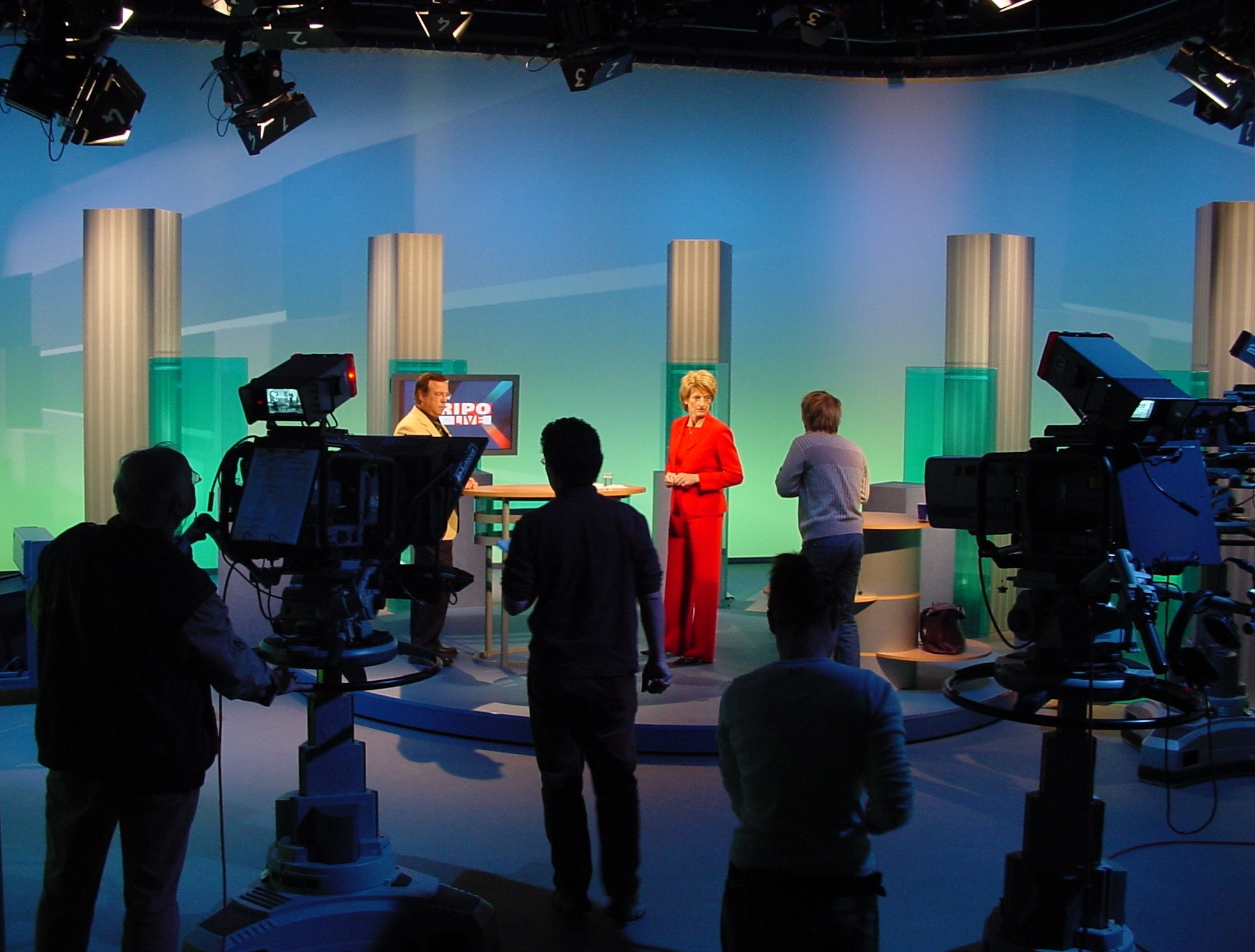
Plateau de télévision

Avant le début du direct — ou de l’enregistrement —, le conducteur est photocopié et distribué, puis lu en détail avec toute l’équipe technique. Chaque technicien pourra noter sur son conducteur les précisions qui lui sont propres.

## Pendant l’émission
Toute l’équipe (réalisateur, scripte, techniciens, chef d’édition…) suit le conducteur au fur et à mesure du déroulement de l’émission. La scripte note aussi les horaires réels, les inversions et les suppressions de séquences, établissant ainsi un conducteur corrigé ou réalisé.

## Interfaçage
Le conducteur peut être synchronisé ou importé dans un serveur de diffusion (Aurora Playout, Avid Replay).
Il peut aussi gérer le prompteur, les incrustations de noms.

## Autre nom
En radio, et dans le spectacle vivant, le conducteur peut être appelé « conduite ». « Mais ce n’est pas parce qu’il s’appelle « conducteur » et non « partition » que le « conducteur » ne peut pas se doter d’une dimension artistique et se vouloir lui aussi créatif. » (David Christoffel] 